# Renault 25
De Renault 25 is een automodel dat tussen 1984 en 1992 werd geproduceerd door Renault. Het model is ontworpen door Robert Opron, ook bekend van het ontwerp van de Renault Fuego en Renault Espace en buiten Renault van de Citroën CX. In 1978 begint project X-29, op 25 november 1983 kondigt Renault de komst van de 25 aan in de pers en op 21 maart 1984 wordt de Renault 25 gepresenteerd op de Autosalon van Genève. De Renault 25 is de opvolger van de Renault 20 en Renault 30. Dit was het topmodel van de Renault en is geleverd tot eind 1992. François Mitterrand had een 25 als presidentieel vervoermiddel. Alle 25's werden gebouwd in Sandouville, bij Le Havre in Frankrijk. In de verkiezing voor auto van het jaar uit 1985 is de 25 geëindigd op de tweede plaats. Het model is in te delen in de Phases I en II. Sommigen spreken ook nog van een Phase III.

## Phase I
De Phase I is geleverd t/m mei 1988 met viercilinder in lijn en V6-motoren, respectievelijk de Douvrin-motor en de PRV-motor. De motoren liggen allemaal in de lengte onder de motorkap. Alle 25's hebben voorwielaandrijving. In totaal zijn er van de Phase I 467.500 modellen gebouwd. De volgende motoriseringen waren beschikbaar:

### Motoren
Benzine
| Type          | Motor     | Motor     | Motor   | Vermogen | Koppel | Jaartal     | Geleverde uitvoeringen |
| Type          | Inhoud    | Cilinders | Kleppen | Vermogen | Koppel | Jaartal     | Geleverde uitvoeringen |
| ------------- | --------- | --------- | ------- | -------- | ------ | ----------- | ---------------------- |
| 2.0           | 1.995 cm³ | 4-in-lijn | 8v      | 103 pk   | 158 Nm | 1984 - 1988 | TS & GTS               |
| 2.0i          | 1.995 cm³ | 4-in-lijn | 8v      | 120 pk   | 164 Nm | 1987 - 1988 | TX                     |
| 2.2i          | 2.165 cm³ | 4-in-lijn | 8v      | 124 pk   | 178 Nm | 1984 - 1987 | GTX                    |
| 2.2i          | 2.165 cm³ | 4-in-lijn | 8v      | 110 pk   | 170 Nm | 1987 - 1988 | TX & GTX               |
| 2.7i V6       | 2.664 cm³ | V6        | 12v     | 144 pk   | 216 Nm | 1984 - 1988 | V6i                    |
| 2.8i V6       | 2.849 cm³ | V6        | 12v     | 139 pk   | 216 Nm | 1987 - 1988 | V6i                    |
| 2.5i V6 Turbo | 2.458 cm³ | V6        | 12v     | 182 pk   | 280 Nm | 1985 - 1988 | V6 Turbo               |

De V6i met katalysator en de GTS en GTX waren leverbaar met een automatische drieversnellingsbak, de andere versies alleen met een handgeschakelde vijfversnellingsbak.
Diesel
| Type  | Motor     | Motor     | Motor   | Vermogen | Koppel | Jaartal     | Geleverde uitvoeringen |
| Type  | Inhoud    | Cilinders | Kleppen | Vermogen | Koppel | Jaartal     | Geleverde uitvoeringen |
| ----- | --------- | --------- | ------- | -------- | ------ | ----------- | ---------------------- |
| 2.1D  | 2.068 cm³ | 4-in-lijn | 8v      | 64 pk    | 124 Nm | 1984 - 1988 | TD & GTD               |
| 2.1TD | 2.068 cm³ | 4-in-lijn | 8v      | 87 pk    | 181 Nm | 1984 - 1988 | Turbo D                |

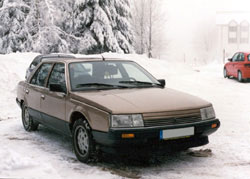
Renault 25 Phase I

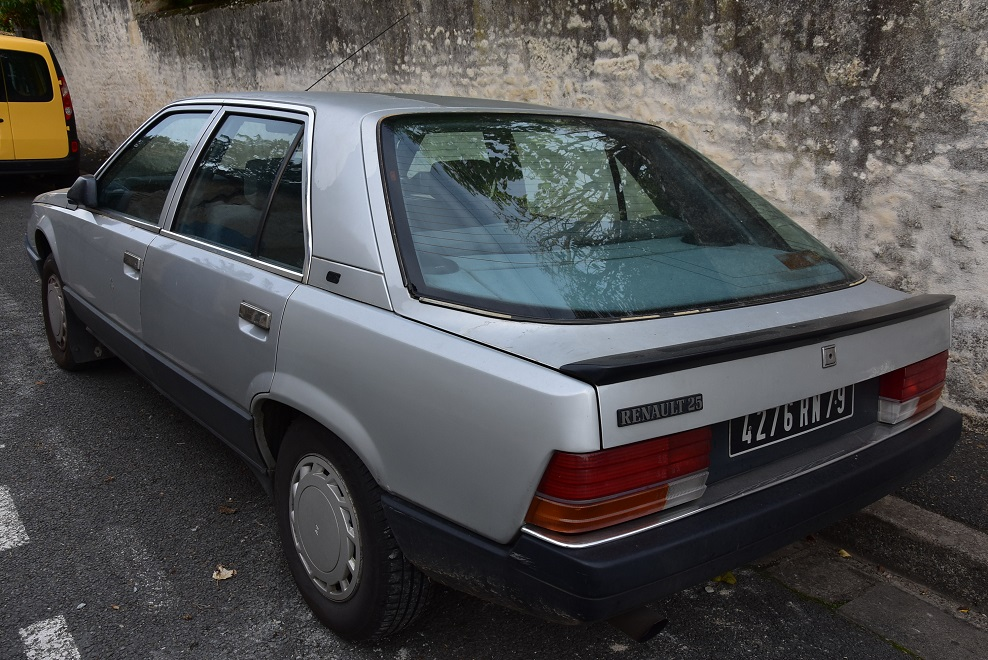
Renault 25 GTS phase I (1988) - 1995 cm3, 103 pk

De dieselversies waren alleen leverbaar met handgeschakelde 5-versnellingsbak.

## Phase II

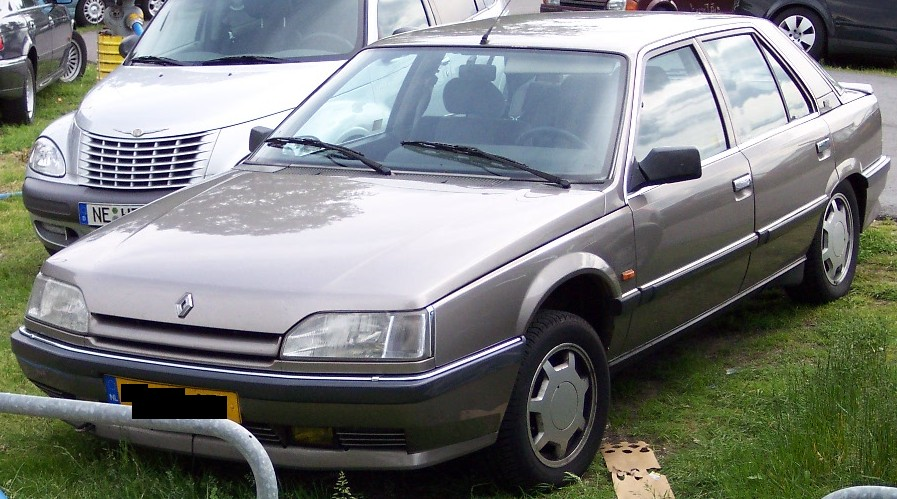
Renault 25 Phase II

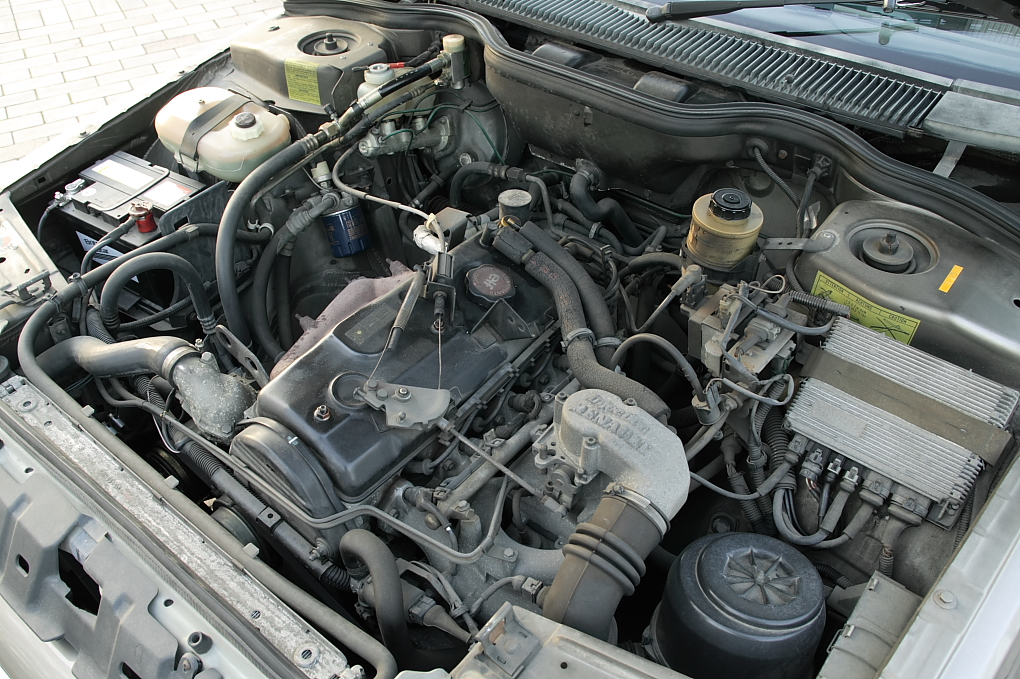
motorblok 2165 cc

De Phase II is geleverd van juni 1988 t/m september 1992 met viercilinder in lijn en V6-motoren, respectievelijk de Douvrin-motor en de PRV-motor. De motoren liggen allemaal in de lengte onder de motorkap. In totaal zijn er van de Phase II 769.687 modellen gebouwd. De volgende motoriseringen waren beschikbaar:

### Motoren
Benzine
| Type          | Motor     | Motor     | Motor   | Vermogen | Koppel | Jaartal     | Geleverde uitvoeringen |
| Type          | Inhoud    | Cilinders | Kleppen | Vermogen | Koppel | Jaartal     | Geleverde uitvoeringen |
| ------------- | --------- | --------- | ------- | -------- | ------ | ----------- | ---------------------- |
| 2.0           | 1.995 cm³ | 4-in-lijn | 8v      | 103 pk   | 158 Nm | 1988 - 1990 | TS & GTS               |
| 2.0i          | 1.995 cm³ | 4-in-lijn | 8v      | 120 pk   | 164 Nm | 1988 - 1989 | TX                     |
| 2.0i          | 1.995 cm³ | 4-in-lijn | 12v     | 136 pk   | 174 Nm | 1990 - 1992 | TI & TXI               |
| 2.2i          | 2.165 cm³ | 4-in-lijn | 8v      | 110 pk   | 170 Nm | 1988 - 1992 | TX, GTX & TXE          |
| 2.7i V6       | 2.664 cm³ | V6        | 12v     | 144 pk   | 216 Nm | 1988 - 1989 | V6i                    |
| 2.8i V6       | 2.849 cm³ | V6        | 12v     | 152 pk   | 225 Nm | 1988 - 1992 | V6i                    |
| 2.8i V6       | 2.849 cm³ | V6        | 12v     | 160 pk   | 230 Nm | 1988 - 1989 | V6i                    |
| 2.5i V6 Turbo | 2.458 cm³ | V6        | 12v     | 182 pk   | 280 Nm | 1988 - 1990 | V6 Turbo               |
| 2.5i V6 Turbo | 2.458 cm³ | V6        | 12v     | 205 pk   | 290 Nm | 1990 - 1991 | V6 Turbo               |

De GTX was leverbaar met een automatische drieversnellingsbak, de GTS en V6i met 144 pk waren uitsluitend met een automatische drieversnellingsbak leverbaar, de TX met katalysator, TXE en de V6i met katalysator waren leverbaar met een automatische vierversnellingsbak. De andere versies waren alleen leverbaar met een handgeschakelde vijfversnellingsbak.
Diesel
| Type  | Motor     | Motor     | Motor   | Vermogen | Koppel | Jaartal     | Geleverde uitvoeringen |
| Type  | Inhoud    | Cilinders | Kleppen | Vermogen | Koppel | Jaartal     | Geleverde uitvoeringen |
| ----- | --------- | --------- | ------- | -------- | ------ | ----------- | ---------------------- |
| 2.1D  | 2.068 cm³ | 4-in-lijn | 8v      | 69 pk    | 135 Nm | 1988 - 1992 | TD & GTD               |
| 2.1TD | 2.068 cm³ | 4-in-lijn | 8v      | 86 pk    | 181 Nm | 1988 - 1992 | Turbo D                |

De dieselversies waren alleen leverbaar met handgeschakelde 5-versnellingsbak.

## Bijzondere varianten
De 25 is naast de normale uitvoeringen zoals GTS, TX of GTD ook geleverd in verschillende uitrustingsniveaus. De meest bekende is de zogenaamde Baccara-uitvoering. Deze uitvoering is de meest luxe uitvoering met leren bekleding, houten versnellingspookknop, houtstrips in het interieur en in sommige gevallen speciale Baccaravelgen en dubbele koplampen met gele reflectoren.
Verder zijn er nog andere varianten, zoals de Havane, Manager, Auteuil, Camarque, Manoir, Fairway, Méribel, Beverly, Courchevel, Monaco en de Olympique 92. Deze laatste versie werd in de winter van 1992 geïntroduceerd ter gelegenheid van de Olympische Spelen in Albertville en betrof een geheel in het wit gevoerde TXI-versie. Naast de 25 werden er ook andere modellen van Renault in een gelimiteerde oplage geproduceerd, in totaal kwamen er 3050 Renaultmodellen op de markt in de Olympique 92 variant.
Als laatste zijn er nog enkele zeer bijzondere varianten van de Renault 25 geproduceerd, allen verbouwd door andere carrosseriebouwers. Zo is er een cabriolet bekend en een stationwagenvariant. Deze laatste heeft in plaats van de standaard achterklep een door het Belgische EBS omgebouwde klep. Tevens is de 25 Phase I verlengd door het Franse Heuliez met 22,7 centimeter tot limousine (832 stuks) en zijn er gepantserde uitvoeringen gemaakt. Door het Nederlandse Boonacker is er een aantal 25's Phase II verlengd. De 25 vormt in de Verenigde Staten niet de basis voor de Eagle Premier en Dodge Monaco omdat deze twee auto's op het onderstel staan van de Renault 21.

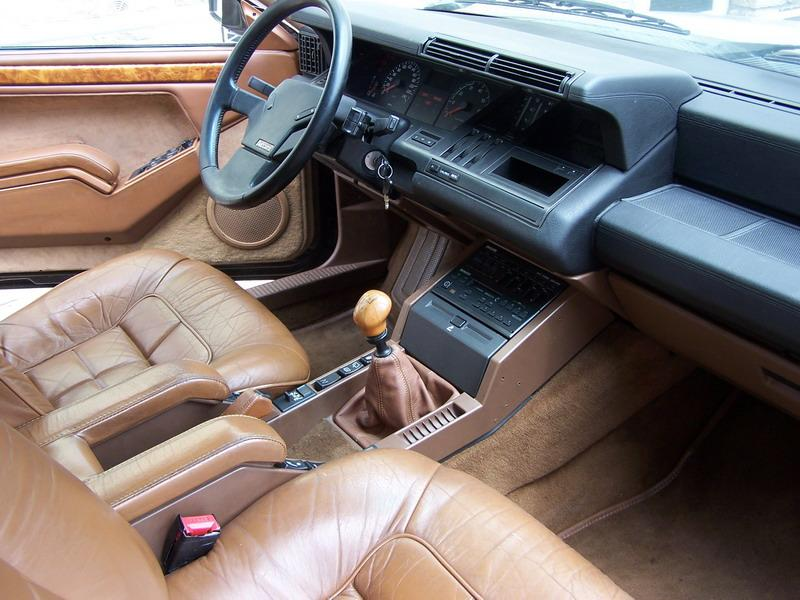
Baccara interieur
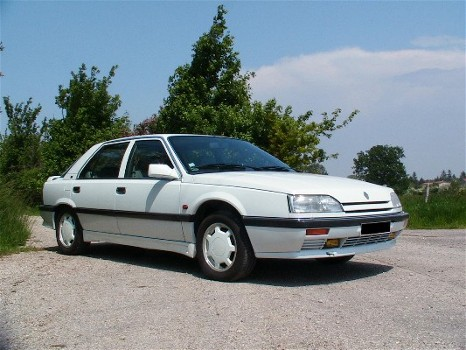
Renault 25 Olympique
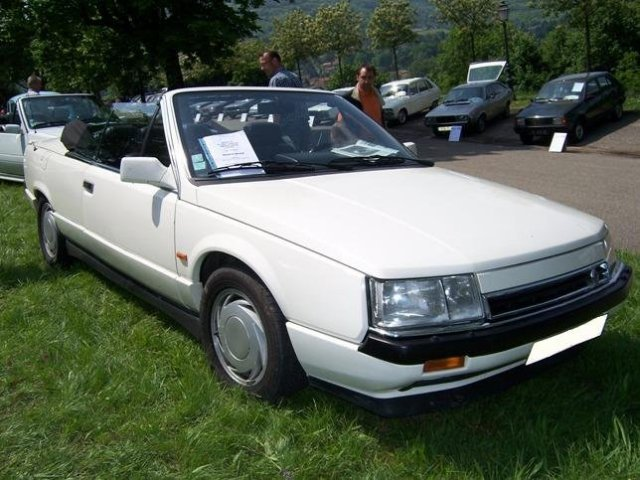
Renault 25 Cabriolet
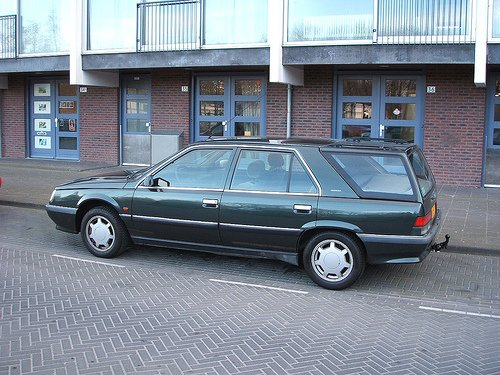
Renault 25 Break
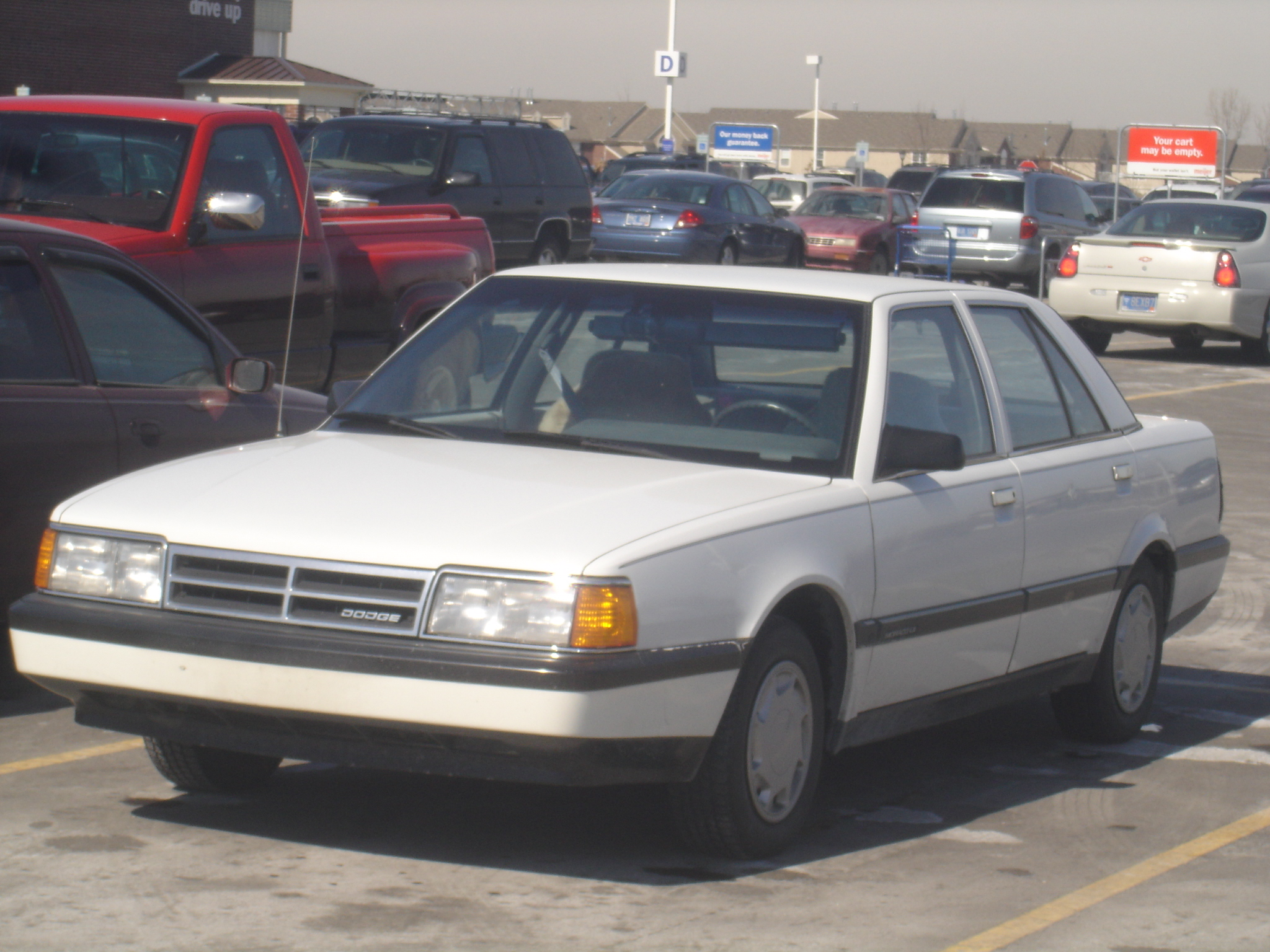
Dodge Monaco
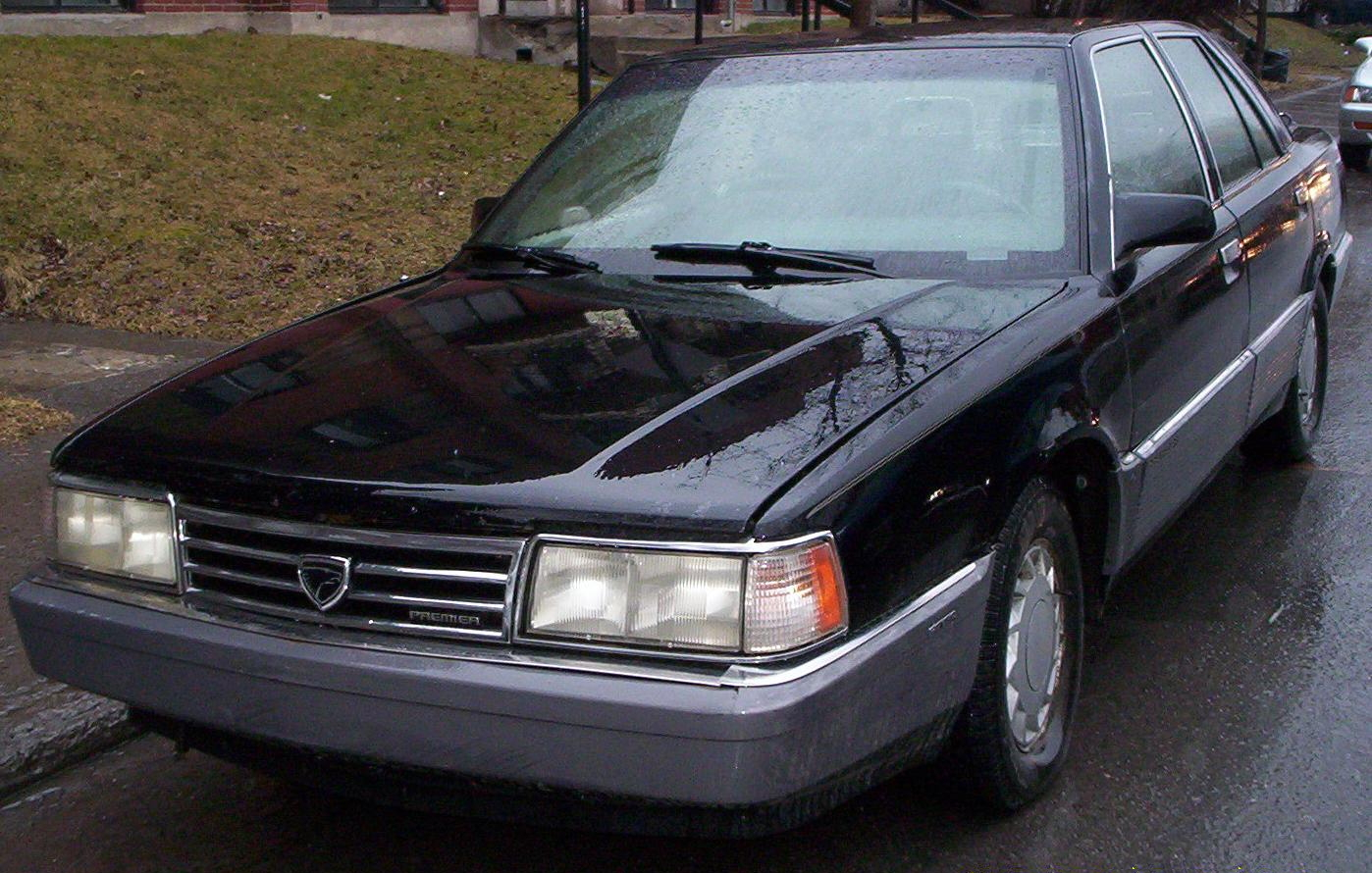
Eagle Premier

In productie:
5 E-Tech · 
Arkana · 
Austral · 
Captur · 
Clio · 
Espace · 
Kadjar · 
Kangoo · 
Koleos · 
Master · 
Mégane · 
Mégane E-Tech · 
Rafale · 
Scenic E-Tech · 
Symbioz · 
Symbol · 
Trafic · 
Twingo · 
Twingo Electric · 
Zoe

Uit productie:
3 · 
4 · 
5 · 
6 · 
7 · 
8 · 
9 · 
10 · 
11 · 
12 · 
14 · 
15 · 
16 · 
17 · 
18 · 
19 · 
20 · 
21 · 
25 · 
30 · 
2CV · 
4CV · 
Avantime · 
Caravelle · 
Dauphine · 
Domaine · 
Estafette ·
Express · 
Floride · 
Fluence ·
Frégate · 
Fuego · 
Juvaquatre ·
Laguna · 
Latitude · 
Modus · 
Nervastella · 
Novaquatre · 
Ondine · 
Prairie · 
Primaquatre · 
Rodeo · 
Safrane · 
Savanne · 
Scénic · 
Spider · 
Talisman · 
Thalia · 
Twizy · 
Vel Satis · 
Vivasport · 
Vivastella · 
Wind